# Поттум
Поттум (нім. Pottum) — громада в Німеччині, розташована в землі Рейнланд-Пфальц. Входить до складу району Вестервальд. Складова частина об'єднання громад Вестербург.
Площа — 4,36 км2. Населення становить 1046 ос. (станом на 31 грудня 2020).